# Pekka Parikka
Pekka Parikka, född 2 maj 1939 i Helsingfors, död där 21 mars 1997 i Helsingfors, var en finsk regissör.
Pekka Parikka gjorde filmen Vinterkriget (1989).
Han är begravd på Sandudds begravningsplats i Helsingfors.